# Fara (Guntramovice)
Bývalá fara čp. 31 stojí na katastrálním území Guntramovice města Budišov nad Budišovkou v sousedství kostela svatého Jakuba Většího a byla v roce 1991 prohlášena kulturní památkou Česka.

## Historie
V roce 1440 v Guntramovicích je uváděn kněz Jakub, který byl nahrazen knězem Kristinem z Olomouce, to znamená, že fara v této době už zde byla. Zděná fara s ohradní zdí byla postavena v roce 1758.

## Architektura

### Exteriér
Bývalá barokní fara je volně stojící zděný omítaný jednopatrový dům postavený z lomového kamene na půdorysu obdélníku. Sedlová střecha je krytá břidlicí, která byla kladena na šindel. Štítové průčelí je dvouosé, okapová dvorní strana je čtyřosá. V trojúhelníkovém štítu jsou dvě obdélná okna a v jeho vrcholu je kruhové okénko.

### Interiér
V interiéru přízemí jsou zachovány původní klenby. Síň (ve tvaru L) má zčásti plochý strop a zčásti valenou klenbu s výsečemi. Za dřevěným schodištěm do patra je místnost s valenou klenbou s výsečemi. Černá kuchyň, kde je chlebová pec, je zaklenuta nepravidelnými plackami. Sklep má valenou klenbu. V patře jsou dvě místnosti s okny do průčelí, síň a čtyři obytné místnosti, všechny mají s trámový záklopový strop. V obytných místnostech jsou kachlová kamna, z nichž jsou dvoje zelená a jedny hnědá.

## Okolí
Bývalá fara je obehnána ohradní kamennou zdí postavenou z lomového kamene krytou břidlicovými deskami.